# Elektriciteitscentrale Widows Creek
Elektriciteitscentrale Widows Creek (Engels: Widows Creek Power Plant of Widows Creek Fossil Plant) is een elektriciteitscentrale in de Amerikaanse plaats Stevenson (Alabama). De koolcentrale wordt beheerd door de Tennessee Valley Authority en produceert negen miljard kWh aan elektriciteit per jaar. De in 1977 gebouwde schoorsteen van de centrale is 305 meter hoog.

## Geschiedenis
De elektriciteitscentrale bestond oorspronkelijk uit 6 gedeeltes die gebouwd zijn tussen 1952 en 1954. Twee extra delen werden gebouwd in 1961 en 1965.
In januari 2009 ontstond een lek in een van de vijvers van de centrale. Hierdoor kwam 38 kubieke meter aan afvalstoffen in een naastgelegen rivier terecht.
Op 14 april 2011 werd door de Environmental Protection Agency bekendgemaakt dat zes gedeeltes van de centrale worden gesloten. In de resterende twee gedeeltes wordt apparatuur voor selectieve katalytische reductie geïnstalleerd.

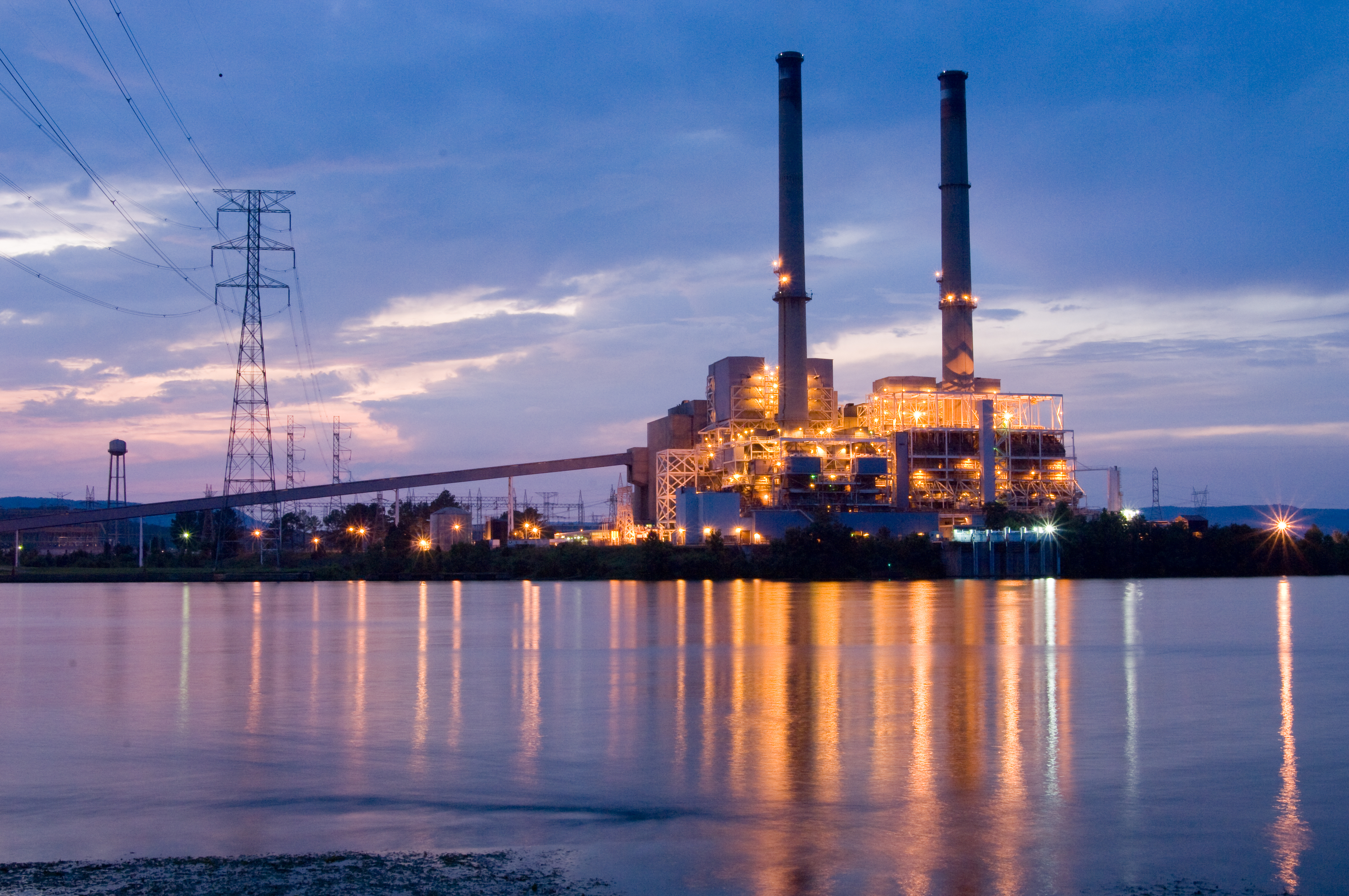
Elektriciteitscentrale Widows Creek in de avond.
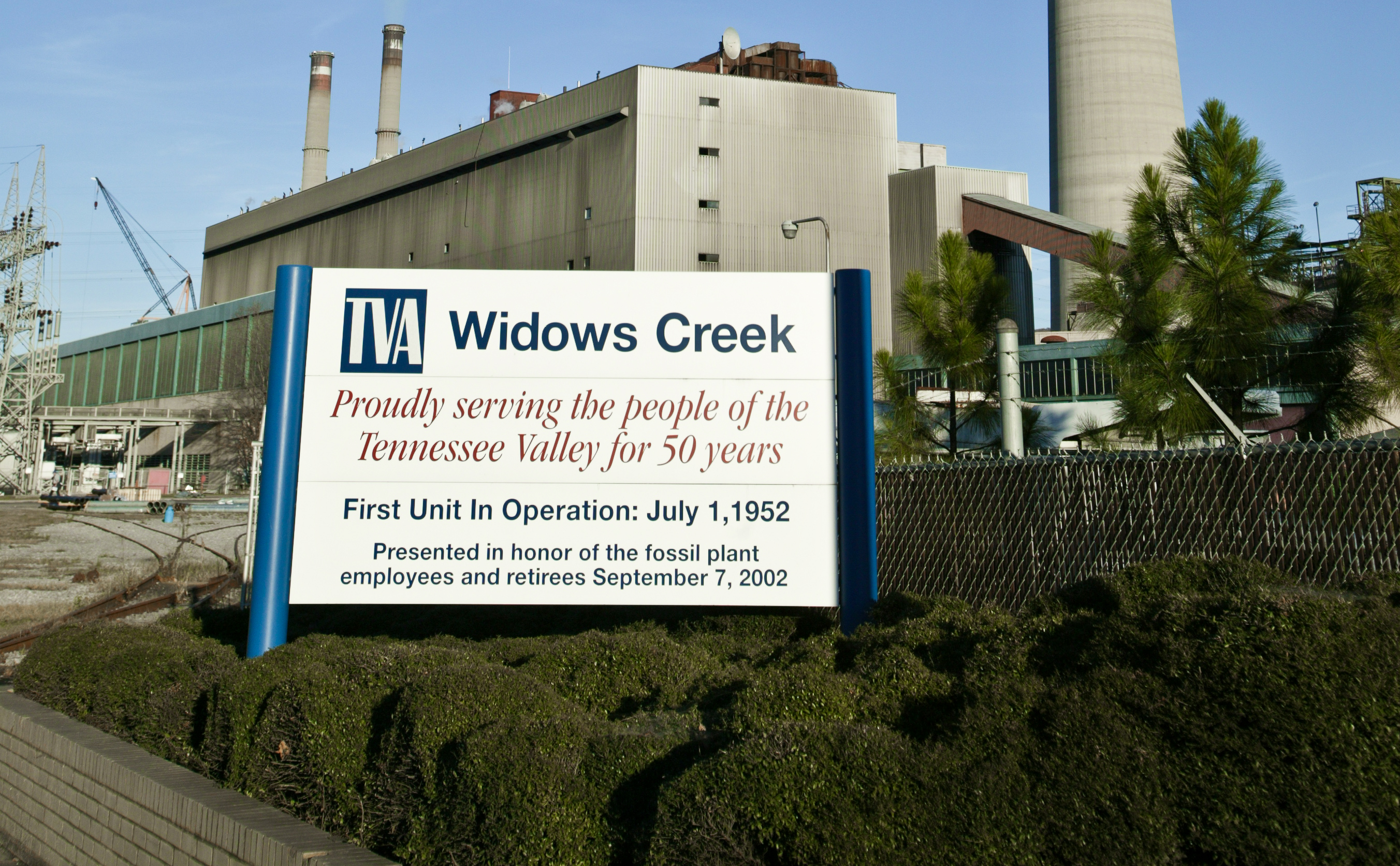
Bord dat geplaatst is na het vijftigjarig bestaan.